# Кец
Кец (рум. Cheț) — село у повіті Біхор в Румунії. Адміністративно підпорядковане місту Маргіта.
Село розташоване на відстані 440 км на північний захід від Бухареста, 49 км на північний схід від Ораді, 119 км на північний захід від Клуж-Напоки.

## Населення
За даними перепису населення 2002 року у селі проживали 1145 осіб.
Національний склад населення села:
| Національність | Кількість осіб | Відсоток |
| -------------- | -------------- | -------- |
| угорці         | 593            | 51,8%    |
| румуни         | 364            | 31,8%    |
| цигани         | 185            | 16,2%    |

Рідною мовою назвали:
| Мова      | Кількість осіб | Відсоток |
| --------- | -------------- | -------- |
| угорська  | 805            | 70,3%    |
| румунська | 338            | 29,5%    |